# Пожарный оповещатель
Пожарный оповещатель — техническое средство, предназначенное для оповещения (в том числе индивидуального :п. 3.7) людей о пожаре посредством подачи светового, звукового, речевого сигнала (их комбинации) или иного воздействия на органы чувств человека;:п.6 техническое средство, обеспечивающие информирование о состоянии или режиме работы системы пожарной автоматики, а также событиях, связанных с алгоритмом функционирования системы.:п. 3.5

## Сигналы оповещателей
Понимание того, что сигнал сирены предупреждает о пожаре является восприятием сообщения при невербальном способе общения. Звук звонка, сирены относятся к знакам-сигналам, которые в свою очередь относятся к знакам-индексам. Индексные знаки физически связаны с объектами, либо находятся под влиянием объекта. Индексными знаками могут быть звуки, указывающие на события, или предметы, указывающие направление. Индексный знак и указатель — синонимы.
В российском законодательстве для обозначения процесса используются термины: световые указатели, звуковое и речевое оповещение.
Пожарные оповещатели функционируют в составе системы оповещения и управления эвакуацией (СОУЭ).:Прил. 1 Технические средства, функционирующие в составе СОУЭ должны::п. 36
- информировать о пожаре в течение времени, необходимого для эвакуации людей, одним из следующих способов или в любой их приемлемой комбинации:
  - подача световых, звуковых и (или) речевых сигналов;
  - подача индивидуальных сигналов оповещения (с использованием персональных устройств со световыми, звуковыми, вибрационными сигналами оповещения и обратной связью);
  - освещение знаков пожарной безопасности на путях эвакуации в течение нормативного времени;[2]:п. 37
- выдавать дополнительную информацию о путях и способах эвакуации.

В ЕАЭС в рамках стандартизации пожарные оповещатели в зависимости от типа генерируемых сигналов разделяют на:
- световые (в том числе светоуказатели направления движения);
- звуковые (в том числе звукоуказатели эвакуационного выхода);
- речевые;
- вибрационные (оповещатели пожарные индивидуальные);
- электротоковые (оповещатели пожарные индивидуальные);
- комбинированные;
- прочие:[8]:4.1.2
  - звуковой гидравлический — оповещатель, выдающий звуковой неречевой сигнал под действием водяного потока на его гидродвигатель.[9]

В шахтах для оповещения о пожаре может использоваться ароматическое оповещение. В качестве рабочего вещества используются преимущественно меркаптановые соединения, обладающие раздражающим запахом.
Норберт Винер:

...обычная система связи на руднике может состоять из телефонной станции с соответствующей проводкой и аппаратами; но когда необходимо спешно вывести людей из рудника, мы не полагаемся на эту систему, а разбиваем трубку с меркаптаном в вентиляционном ходе.  

Для оповещения о пожаре слабослышащих людей предлагались оповещатели, выделяющие запах васаби.

## Конструкция
Звуковые оповещатели создаются на основе гудков, колоколов громкого боя, звонков, сирен и прочих звуковых устройств.